# جيما ريدموند
جيما ريدموند (بالإنجليزية: Jemma Redmond)‏ (16 مارس 1978 - 16 أغسطس 2016) كانت رائدة ومبتكرة أيرلندية في مجال التقانة الحيوية. كانت مؤسساً مشاركاً لشركة طباعة حيوية "Ourobotics"، وطورت أول عشر طابعات حيوية. صممت جيما ريدموند طريقةً للحفاظ على الخلايا حيةّ أثناء طباعتها باستخدام الطباعة ثلاثية الأبعاد، ما جعلها شخصية بارزة في العلوم والتكنولوجيا في أيرلندا.

## نشأتها
ولدت في تالاغت جنوبي دبلن، درست الفيزياء التطبيقية في جامعة روبرت غوردون في أبردين عام 2002. عادت لاحقاً للجامعة لإكمال التعليم العالي والحصول على درجة الماجستير في العلوم النانوية من كلية دبلن الجامعية عام 201، كما حصلت على مؤهلات في إدارة المشاريع والهندسة الإلكترونية. أثّر اهتمامها بعلوم النانو الحيوية عليها إذ أصبحت عقيمة. بدأت الاهتمام بالطباعة الحيوية من خلال بناء الأجهزة الخاصة بها في مطبخها.

## المهنة
A serial entrepreneur, Redmond created a company manufacturing vending machines in 2008, before co-founding Ourobotics in January 2015, with Alanna Kelly from Galway, Ireland, and backing from SOSV. Kelly resigned as director in July 2015. Tony Herbert, entrepreneur and owner of technical optics company Irish Precision Optics, from Cork became a director of Ourobotics in August 2015 and the company moved to the optics company premises in Cork City. Redmond designed and marketed two bio-printers including, in 2016, a printer capable of printing human tissue, and at a much lower cost than previous bio-printers. Redmond's first device printed an extended finger, described by Pádraig Belton as "a gentle reply to those who had called printing organs of such complexity impossible."
In January 2016, the company won first prize in a prestigious international competition, Silicon Valley Open Doors Europe. The company was also selected as part of a start-up adoption program by Google.

## وفاتها
توفيت جيما على نحوٍ غير متوقع في شهر آب (أغسطس) 2016. وصفت بأنها ذات ثقافة متعددة وملهمة وصديقة جيدة.